# ATWA
ATWA är en akronym för Air, Trees, Water, Animals ("luft, träd, vatten, djur") och All The Way Alive ("helt levande"). Termen är myntad av Charles Manson i början av 1970-talet.
System of a Down gjorde en låt om detta som heter "ATWA" på deras album Toxicity.